# Sonny Cullen
Sonny Cullen (10 de julho de 1934 — 8 de agosto de 1999) foi um ex-ciclista de estrada irlandês que competiu no ciclismo nos Jogos Olímpicos de Verão de 1960 representando a Irlanda.